# Aphodius humilis
Aphodius humilis is een keversoort uit de familie bladsprietkevers (Scarabaeidae). De wetenschappelijke naam van de soort is voor het eerst geldig gepubliceerd in 1851 door Roth.
De diersoort komt voor in Zimbabwe.